# James Carafano

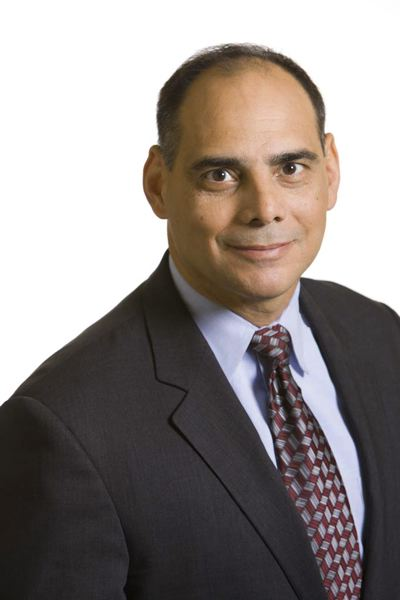
James Carafano

James Jay Carafano (* 8. Mai 1955 in New York City) ist ein US-amerikanischer Lehrer für Äußere Sicherheit und internationale Studien an der Heritage Foundation in Washington, D.C. und Schriftsteller.
Carafano ist Autor zahlreicher Bücher und Studien für nationale Verteidigung, Innere Sicherheit und Immigration speziell in Bezug auf die USA.
Im Jahre 2003 prägte er den Begriff Der lange Krieg (The Long War Against Terrorism) in einer These zum Kampf gegen den Terror:
"Bevor das hier vorbei ist, wird sich die Zeit, die wir darauf verwendet haben werden, die Taliban in Afghanistan und Saddams Streitkräfte im Irak zu besiegen, innerhalb der Zeitspanne des Kriegs gegen den Terror etwa so ausnehmen wie der Korea-Krieg (...) im Verhältnis zum Kalten Krieg: Als relativ kurzes Aufblitzen (...) innerhalb eines langen Konflikts.".

## Bücher
- Private Sector, Public Wars: Contractors in Combat—Afghanistan, Iraq, and Future Conflicts (2008)
- Mismanaging Mayhem: How Washington Responds to Crisis (2008)
- GI Ingenuity: Improvisation, Technology and Winning World War II (2006)
- Winning the Long War: Lessons from the Cold War for Defeating Terrorism and Preserving Freedom (2005)
- Homeland Security (2005)
- Independent Task Force Report, Emergency Responders: Drastically Underfunded, Dangerously Unprepared (2003)
- Waltzing in to the Cold War (2002)
- After D-Day (2000)